# Pferdeäpfelvorfall
Der Pferdeäpfelvorfall, auch zuspitzend und übertreibend als Pferdeäpfelattentat bezeichnet, ist eine Anekdote aus der Geschichte der Stadt Düsseldorf über einen Vorfall vom 14. August 1848. An dem Tag soll der preußische König Friedrich Wilhelm IV. in Düsseldorf auf der damaligen Kastanienallee und heutigen Königsallee mit Pferdeäpfeln beworfen worden sein. Die Erzählung wurde populär und fand Eingang ins kollektive Gedächtnis, möglicherweise als Ausdruck einer kollektiven Identität und eines lokalpatriotischen Wir-Gefühls von Musspreußen sowie ihrer Ablehnung preußischer Herrschaft. Die verschiedenen Berichte über den Vorfall sind nicht frei von Unstimmigkeiten. Was genau sich bei diesem Besuch wirklich abgespielt hat, ist nicht mehr festzustellen.

## Historische Darstellungen
Die Anekdote geht vor allem auf einen Zeitzeugen, den damaligen Gymnasiasten Albert Küster, zurück. In seinen 1906 veröffentlichten Memoiren beschrieb er folgendes Ereignis beim Besuch des preußischen Königs Friedrich Wilhelm IV. am 14. August 1848 in Düsseldorf:

„Mit Pfeifen und Brüllen wurde der König von einer großen Menge begrüßt, auf der Kastanienallee wurde er und der neben ihm sitzende Prinz Friedrich von einem Buben, der an den Wagen heransprang, sogar mit Kot beworfen. Mein Vater und ich standen in der Nähe, so daß die Einzelheiten trotz der dicht gedrängten Menge, in welche der Junge verschwand, uns nicht entgingen. Prinz Friedrich erhob sich im Wagen und entfernte von dem Anzuge des Königs den darauf haftenden Schmutz. Der empörende Auftritt erregte bei jedem ordentlichen Menschen, selbst den republikanisch gesinnten, den gerechtesten Abscheu.“

Mit dieser Schilderung behandelte Küster eine Kutschfahrt des preußischen Königs in Düsseldorf. Kurz vor seiner Teilnahme am Kölner Dombaufest 1848 stattete der König dort seinem Cousin und Schwager Friedrich von Preußen, dem Kommandanten der 14. Division der preußischen Armee und höchsten residierenden Repräsentanten der Hohenzollernmonarchie in der Rheinprovinz, einen Höflichkeitsbesuch ab. Vom Bahnhof der Köln-Mindener Eisenbahn-Gesellschaft südöstlich des heutigen Graf-Adolf-Platzes, wo der König mit einem Extrazug angekommen und von seinem Cousin begrüßt worden war, fuhr der Monarch zunächst in einer offenen Kutsche über die Ostseite der heutigen Königsallee, die damals noch den Namen Kastanienallee trug, zu einem Diner mit seinem Cousin auf Schloss Jägerhof. Sodann besichtigten sie gemeinsam die Germania-Statue, die nach einem Entwurf von Karl Ferdinand Sohn durch Dietrich Meinardus auf dem heutigen Grabbeplatz für das Fest der deutschen Einheit am 6. August 1848 errichtet worden war. Anschließend befuhr die königliche Kutsche erneut die Kastanienallee zum Bahnhof, wo für die königlichen Herrschaften der Extrazug bereitstand, um weiter nach Köln zu reisen.
Über 20 Jahre zuvor beschrieb der Düsseldorfer Lehrer und Schriftsteller Wilhelm Herchenbach das fragliche Ereignis im Kontext der Deutschen Revolution 1848/1849 und revolutionärer Vorgänge in Düsseldorf als Zwischenfall auf dem Hinweg des Königs zum Diner des Prinzen Friedrich im Schloss Jägerhof. Herchenbach war damals mit einem Männergesangsverein dort aufgetreten. Über den Vorfall, den er wegen seines bevorstehenden Auftritts im Schloss vermutlich nicht selbst als Augenzeuge beobachtet hatte, schrieb er:

„Aus allen Orten der Umgebung waren eine Masse von Menschen herbeigeströmt, welche auf beiden Seiten der Straße ein dichtes Spalier bildeten. In einem Theile der dicht zusammenstehenden Gruppen zeigte sich nicht jene freudige Begeisterung, welche sonst beim Empfange eines gekrönten Hauptes zu herrschen pflegt. Zum Schrecken aller übrigen Umstehenden flog plötzlich, von ruchloser Hand geschleudert, Pferdekoth in den Wagen des Königs und besudelte den Mantel desselben. Zugleich erhob sich an verschiedenen Stellen des Weges helles Pfeifen. Der König schüttelte das Geworfene von seinem Mantel; er sah sehr ernst doch nicht zornig aus. Der Kutscher des königlichen Wagens ließ die Pferde schneller gehen und fuhr rasch durch die Allee nach dem Jägerhofe, wo beim Prinzen Friedrich das Diner eingenommen werden sollte.“

Der Oberpräsident der Rheinprovinz Franz August Eichmann, der den König auf den Fahrten vom und zum Bahnhof in einer nachfolgenden Kutsche eskortiert hatte, sandte folgende Aktennotiz nach Berlin:

„Auf dem Wege, den S. M. der König vom Bahnhofe bis zur Wohnung S. K. H. des Prinzen Friedrich, dem Jägerhof, nahmen, ließen sich neben den freudigen Zurufen der großen Masse der Bürger einzelne Pfeifen und andere Mißtöne vernehmen. Es wird behauptet, die Schändlichkeit wäre so weit gegangen, daß nach dem königlichen Wagen geworfen worden sei (allein dies hat S. K. H. der Prinzen Friedrich, der S. M. dem Könige gegenüber in demselben Wagen saß, für unwahr erklärt). Ähnliches soll auf der Rückfahrt S. M. des Königs vom Jägerhofe nach dem Bahnhofe vorgekommen sein. Ich habe bei der Rückfahrt davon gar nichts und bei der Hinfahrt (ich war im 3. Wagen) nur sehr wenig vernommen.“

Eichmann nahm damit zu Gerüchten und Erzählungen über einen Angriff auf den König mit Pferdemist Stellung, die sich schon während des Besuchs des Königs oder unmittelbar danach verbreitet hatten. In der zeitgenössischen Presse findet sich allerdings kein Bericht über diesen Zwischenfall, sehr wohl jedoch über abendliche Ausschreitungen auf dem Marktplatz, bei denen ein preußischer Füsilier zu Tode kam. Der Düsseldorfer Regierungspräsident Adolph von Spiegel-Borlinghausen berichtete, dass „die am 14. Abends hier vorgekommenen bedauerlichen Exzesse zwischen Bürgern und Militair“ erst „nach Abfahrt Sr. Majestät des Königs“ begonnen hätten.
Der Historiker Hugo Weidenhaupt erklärte den Pferdeäpfelvorfall als Grund dafür, dass danach die Hohenzollern „fast alle nur selten oder ungern nach Düsseldorf gekommen“ seien. Auch der Historiker Clemens von Looz-Corswarem schrieb, dass die Stadt Düsseldorf wegen des Vorfalls bei den Hohenzollern in schlechtem Ruf gestanden habe und von ihnen gemieden worden sei.
Ferner wurde berichtet, dass die Stadt Düsseldorf in der Absicht, in der königlichen Gunst wieder zu steigen, die Kastanienallee nach Friedrich Wilhelm IV. in Königsallee umbenannt habe. Diese Entscheidung zur Umbenennung sei im zeitlichen Kontext zu der Reise einer Düsseldorfer Delegation unter Oberbürgermeister Ludwig Hammers im März 1851 gefallen, auf der es bei einer königlichen Audienz im Schloss Charlottenburg um die Genehmigung von Düsseldorfer Stadterweiterungsplänen ging. Allerdings findet sich kein entsprechender Beschluss der Stadtverordnetenversammlung; der neue Name der Straße erschien erstmals auf einem Plan von 1854.
Im gleichen Sinne wurde kolportiert, es sei die Benennung der Düsseldorfer Friedrichstadt und deren Hauptstraßen, der Friedrichstraße (nach Friedrich Wilhelm IV.) und der Elisabethstraße (nach Elisabeth Ludovika von Bayern, der Gattin Friedrich Wilhelms IV.), auf den Vorfall zurückzuführen. Tatsächlich wurde die Benennung der Friedrichstadt aber nach einem Vorschlag aus der Bürgerschaft zur Erinnerung an Friedrich den Großen am 17. Juni 1851 beschlossen. Die hierzu erteilte königliche Genehmigung wurde am 27. Mai 1852 verkündet. Ein zeitgenössischer Pressebericht legt nahe, dass im Zuge der Widmung der Friedrichstadt auch die Friedrichstraße nach Friedrich dem Großen benannt wurde, während die Elisabethstraße auf dessen Gattin Elisabeth Christine von Braunschweig-Wolfenbüttel-Bevern als Namenspatronin verweisen dürfte.